# Manuel Inocente Morales
Manuel Inocente Morales (* 28. Dezember 1845 in San Salvador; † 6. Dezember 1919 in Tegucigalpa) war ein salvadorianischer Politiker und Diplomat.

## Leben
Manuel Inocente Morales war der Sohn von Carmen Villaseñor und Mariano Morales. Er wurde an der Universidad de El Salvador zum Doktor der Rechte promoviert und übte ab 1875 den Beruf des Rechtsanwaltes aus. 1880 wurde er zum Staatssekretär im Außenministerium ernannt, er übte während der Abwesenheit des Außenministers Cruz Ulloa geschäftsführend das Amt des Außenministers aus. 1888 bildete er mit Santiago I. Barberena den salvadorianischen Teil einer honduranisch-salvadorianischen Grenz-Kommission. Vom 19. Dezember 1892 bis zum 11. April 1893 war er Außenminister in der Regierung von Carlos Ezeta; in dieser Funktion verhandelte er mit dem Kabinett Benjamin Harrison ein reziprokes Handelsabkommen, das den Marktzugang von el-salvadoranischem Kaffee auf den US-Markt absicherte.
Von 1. März 1903 bis 25. Mai 1904 war er Außenminister in der Regierung von Pedro José Escalón.
Ab 1912 war er Richter am Corte Centroamericana de Justicia.